# Ridsport vid olympiska sommarspelen 1968
Ridsport vid olympiska sommarspelen 1968 arrangerades mellan 12 oktober och 27 oktober i Mexico City. 126 deltagare från 18 nationer gjorde upp om medaljerna i de sex grenarna.

## Medaljtabell
| Pl. | Nation         | Guld | Silver | Brons | Totalt |
| --- | -------------- | ---- | ------ | ----- | ------ |
| 1   | Storbritannien | 1    | 2      | 1     | 4      |
| 2   | Västtyskland   | 1    | 1      | 2     | 4      |
| 3   | USA            | 1    | 1      | 1     | 3      |
| 4   | Frankrike      | 1    | 1      | 0     | 2      |
| 4   | Sovjetunionen  | 1    | 1      | 0     | 2      |
| 6   | Kanada         | 1    | 0      | 0     | 1      |
| 7   | Australien     | 0    | 0      | 1     | 1      |
| 7   | Schweiz        | 0    | 0      | 1     | 1      |

## Medaljsammanfattning

### Dressyr
| Gren                            | Guld                                                            | Guld                                                            | Silver                                                    | Silver                                                    | Brons                                                       | Brons                                                       |
| ------------------------------- | --------------------------------------------------------------- | --------------------------------------------------------------- | --------------------------------------------------------- | --------------------------------------------------------- | ----------------------------------------------------------- | ----------------------------------------------------------- |
| Individuell dressyr detaljer    | Ivan Kizimov Sovjetunionen                                      | Ivan Kizimov Sovjetunionen                                      | Josef Neckermann Västtyskland                             | Josef Neckermann Västtyskland                             | Reiner Klimke Västtyskland                                  | Reiner Klimke Västtyskland                                  |
| Lagtävlingen i dressyr detaljer | Västtyskland Josef Neckermann Liselott Linsenhoff Reiner Klimke | Västtyskland Josef Neckermann Liselott Linsenhoff Reiner Klimke | Sovjetunionen Ivan Kalita Jelena Petrusjkova Ivan Kizimov | Sovjetunionen Ivan Kalita Jelena Petrusjkova Ivan Kizimov | Schweiz Gustav Fischer Marianne Gossweiler Henri Chammartin | Schweiz Gustav Fischer Marianne Gossweiler Henri Chammartin |

### Fälttävlan
| Gren                               | Guld                                                          | Guld                                                          | Silver                                                          | Silver                                                          | Brons                                                                | Brons                                                                |
| ---------------------------------- | ------------------------------------------------------------- | ------------------------------------------------------------- | --------------------------------------------------------------- | --------------------------------------------------------------- | -------------------------------------------------------------------- | -------------------------------------------------------------------- |
| Individuell fälttävlan detaljer    | Jean-Jacques Guyon Frankrike                                  | Jean-Jacques Guyon Frankrike                                  | Derek Allhusen Storbritannien                                   | Derek Allhusen Storbritannien                                   | Michael Page USA                                                     | Michael Page USA                                                     |
| Lagtävlingen i fälttävlan detaljer | Storbritannien Derek Allhusen Reuben Samuel Jones Jane Bullen | Storbritannien Derek Allhusen Reuben Samuel Jones Jane Bullen | USA John Michael Plumb James Wofford Michael Page Kevin Freeman | USA John Michael Plumb James Wofford Michael Page Kevin Freeman | Australien Bill Roycroft Brian Cobcroft James Scanlon Wayne Roycroft | Australien Bill Roycroft Brian Cobcroft James Scanlon Wayne Roycroft |

### Hoppning
| Gren                             | Guld                                 | Guld                                 | Silver                                                           | Silver                                                           | Brons                                                                | Brons                                                                |
| -------------------------------- | ------------------------------------ | ------------------------------------ | ---------------------------------------------------------------- | ---------------------------------------------------------------- | -------------------------------------------------------------------- | -------------------------------------------------------------------- |
| Individuell hoppning detaljer    | William Steinkraus USA               | William Steinkraus USA               | Marion Coakes Storbritannien                                     | Marion Coakes Storbritannien                                     | David Broome Storbritannien                                          | David Broome Storbritannien                                          |
| Lagtävlingen i hoppning detaljer | Kanada Tom Gayford Jim Day Jim Elder | Kanada Tom Gayford Jim Day Jim Elder | Frankrike Janou Lefèbvre Marcel Rozier Pierre Jonquères d’Oriola | Frankrike Janou Lefèbvre Marcel Rozier Pierre Jonquères d’Oriola | Västtyskland Hermann Schridde Alwin Schockemöhle Hans Günter Winkler | Västtyskland Hermann Schridde Alwin Schockemöhle Hans Günter Winkler |

Denna tabell: visa • redigera

## Fotnoter
1. 1 2 3  ”1968 The Sport”. FEI History Hub. FEI. http://history.fei.org/node/64. Läst 28 december 2014.
2. 1 2 3 4 5 6  ”Results 68”. FEI. http://history.fei.org/node/65. Läst 28 december 2014.